# Hydrocyphon
Hydrocyphon es un género de escarabajos de la familia Scirtidae. El género fue descrito científicamente primero por Redtenbacher en 1858. Esta es una lista de especies perteneciente a este género:
- Hydrocyphon aritai
- Hydrocyphon auratus
- Hydrocyphon baliensis
- Hydrocyphon bhutanensis
- Hydrocyphon bicolor
- Hydrocyphon bicornis
- Hydrocyphon bifidus
- Hydrocyphon boukali
- Hydrocyphon celatus
- Hydrocyphon chiangmaiensis
- Hydrocyphon consolatorius
- Hydrocyphon dentatus
- Hydrocyphon dispar
- Hydrocyphon dudgeoni
- Hydrocyphon elongatus
- Hydrocyphon finitimus
- Hydrocyphon forficulatus
- Hydrocyphon fulvescens
- Hydrocyphon gereckei
- Hydrocyphon guangxiensis
- Hydrocyphon hainanensis
- Hydrocyphon illiesi
- Hydrocyphon indonesianus
- Hydrocyphon interrogationis
- Hydrocyphon iriomotensis
- Hydrocyphon jaechi
- Hydrocyphon javanicus
- Hydrocyphon kachinensis
- Hydrocyphon kambaiticus
- Hydrocyphon kaszabi
- Hydrocyphon keralaensis
- Hydrocyphon kinabalensis
- Hydrocyphon klausnitzeri
- Hydrocyphon kodadai
- Hydrocyphon kopetdaghensis
- Hydrocyphon laosensis
- Hydrocyphon lii
- Hydrocyphon lusonensis
- Hydrocyphon malaysianus
- Hydrocyphon manfredi
- Hydrocyphon mirabilis
- Hydrocyphon nakanei
- Hydrocyphon narraensis
- Hydrocyphon nepalensis
- Hydrocyphon nuristanicus
- Hydrocyphon nyholmi
- Hydrocyphon palawanensis
- Hydrocyphon palniensis
- Hydrocyphon panensis
- Hydrocyphon pulchellus
- Hydrocyphon rectangulus
- Hydrocyphon renati
- Hydrocyphon rivulorum
- Hydrocyphon sagaingensis
- Hydrocyphon sakaii
- Hydrocyphon sarawakensis
- Hydrocyphon satoi
- Hydrocyphon schoenmanni
- Hydrocyphon similis
- Hydrocyphon spinosus
- Hydrocyphon steueri
- Hydrocyphon stupendus
- Hydrocyphon subcelatus
- Hydrocyphon submalaysianus
- Hydrocyphon subrotundus
- Hydrocyphon subtrilobus
- Hydrocyphon sumatrensis
- Hydrocyphon taiwanus
- Hydrocyphon tamilensis
- Hydrocyphon thailandicus
- Hydrocyphon triforius
- Hydrocyphon trilobus
- Hydrocyphon uenoi
- Hydrocyphon wakaharai
- Hydrocyphon yoshitomii